# Новое Водзимонье
Новое Водзимонье — деревня в Вавожском районе Республики Удмуртии Российской Федерации. В рамках организации местного самоуправления входит (с 9 мая 2021) в муниципальный округ Вавожский район.

## География
Деревня расположена на западе республики на расстоянии примерно в 18 километрах по прямой к северо-западу от районного центра Вавожа.

## История
До 9 мая 2021 года входила в состав Водзимоньинского сельского поселения.

## Население
| 2010 | 2012 |
| ---- | ---- |
| 10   | ↘8   |

Национальный состав
Согласно результатам переписи 2002 года, в национальной структуре населения удмурты составляли 86 % из 14 чел..

## Инфраструктура
Личное подсобное хозяйство с зоной сельскохозяйственного использования, индивидуальная застройка усадебного типа.

## Транспорт
Просёлочные дороги.